# Martin Burger
Martin Burger (5 luglio 1939) è un ex sciatore alpino austriaco.

## Biografia
Sciatore polivalente con maggior propensione alle prove tecniche originario di Pettneu am Arlberg, Martin Burger debuttò in campo internazionale in occasione del trofeo Arlberg-Kandahar 1958 (Sankt Anton am Arlberg, 7-9 marzo), dove si classificò 43º nella discesa libera, 22º nello slalom speciale e 29º nella combinata; nel 1961 vinse lo slalom speciale della Coppa dei tre Comuni ladini (Val Gardena, 11-12 febbraio), si piazzò 2º in quello dell'Arlberg-Kandahar (Mürren, 10-12 marzo) e nel trofeo Drei-Gipfel-Rennen (Arosa, 25-26 marzo), dove fu 1º, 2º e 3º nei tre slalom giganti della competizione, si classificò 1º e 3º nei due slalom giganti di Innsbruck dell'1-2 aprile e 2º in quello dell'Otto Linher Memorial (Zürs, 16 aprile) e a fine stagione vinse i due slalom giganti di Obergurgl (22-23 aprile).
Nel 1962 si piazzò 3º nello slalom speciale del trofeo del Lauberhorn (Wengen, 14 gennaio) e ai successivi Mondiali di Chamonix 1962 (10-18 febbraio), sua unica presenza iridata, conquistò la medaglia di bronzo nello slalom gigante, la sola gara nella quale prese il via. L'anno dopo fu 2º nello slalom speciale del Lauberhorn (Wengen, 13 gennaio 1963) e vinse quello del trofeo Holmenkollen-Kandahar (Holmenkollen, 14-15 marzo) e lo slalom gigante di Bad Hindelang del 13 aprile; chiuse la sua carriera in occasione dell'Internationalen Adelbodner Skitage di Adelboden del 9-10 gennaio 1966. Non prese parte a rassegne olimpiche.

## Palmarès

### Mondiali
- 1 medaglia:
  - 1 bronzo (slalom gigante a Chamonix 1962)

### Classiche
Coppa dei tre Comuni ladini
- 1 vittoria (slalom speciale a Val Gardena 1961)

Drei-Gipfel-Rennen
- 1 vittoria (slalom gigante ad Arosa 1961)

Holmenkollen-Kandahar
- 1 vittoria (slalom speciale a Holmenkollen 1963)

### Campionati austriaci
- 8 medaglie[senza fonte]:
  - 2 ori (slalom gigante nel 1961; slalom gigante nel 1962)
  - 5 argenti (slalom speciale nel 1961; slalom gigante nel 1964; slalom gigante, slalom speciale, combinata nel 1965)
  - 1 bronzo (slalom speciale nel 1964)